# 華研国際音楽

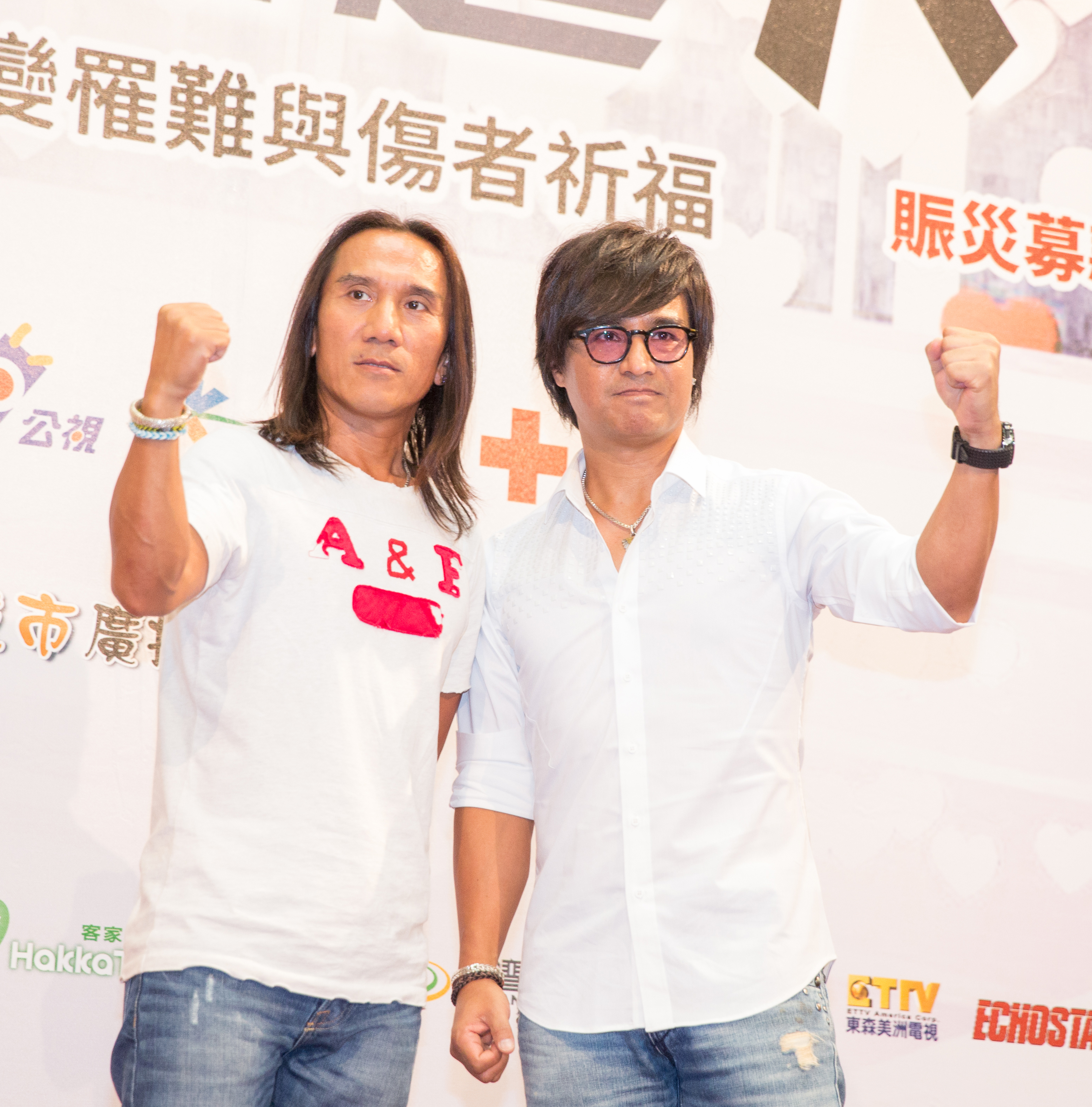
動力火車

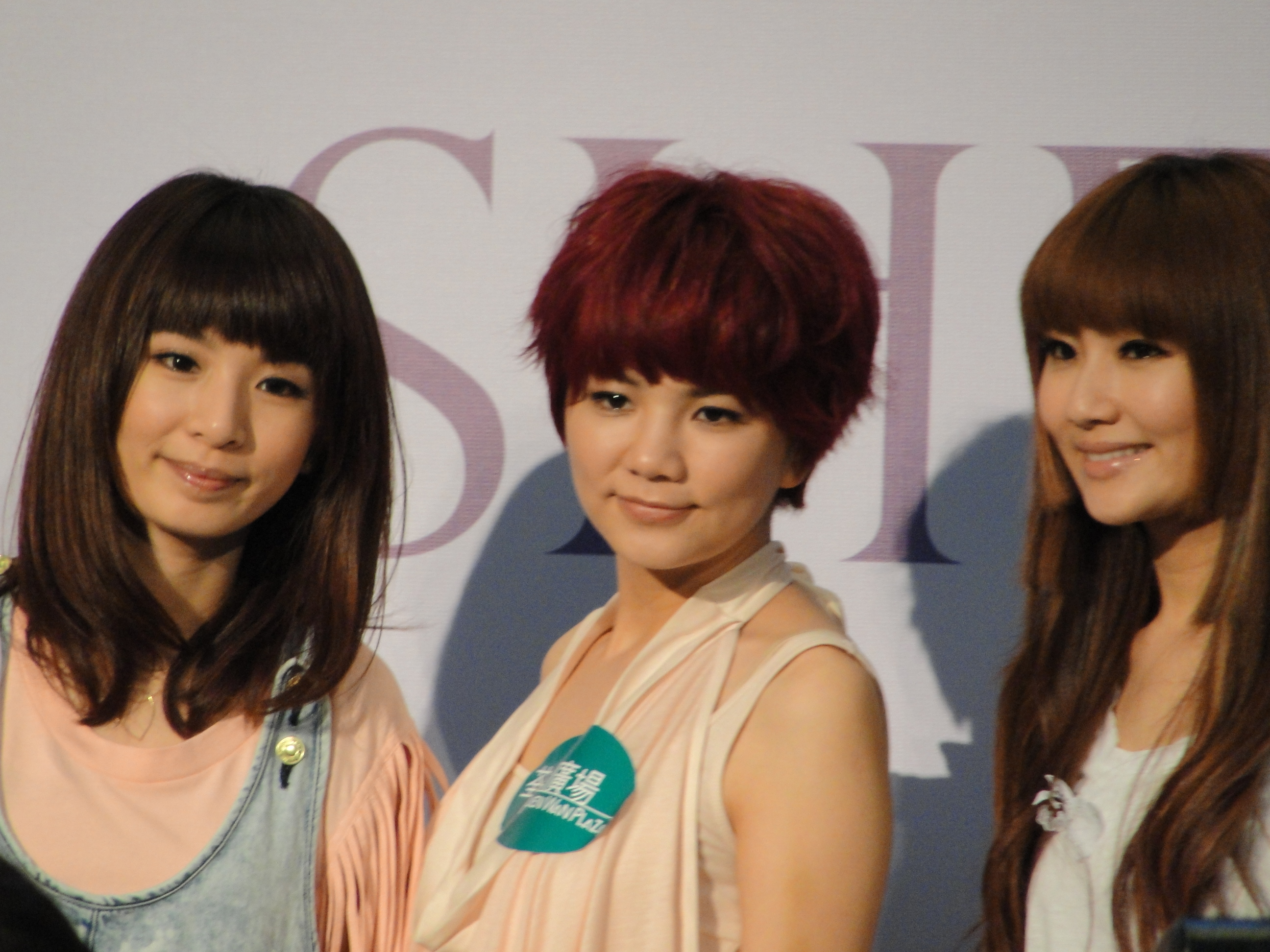
S.H.E

華研国際音楽（かけんこくさいおんがく、華研國際音樂股份有限公司,HIM International Music Inc.）は、台湾のレコード会社。1999年に設立。音楽の製作と販売およびアーティストのマネージメント業務を行う。

## 現在の所属アーティスト
- 動力火車 : 尤秋興、顔志琳（2000年契約）
- 林宥嘉（2007年契約）
- Olivia Ong（王儷婷）（2008年契約）
- 劉子絢（2011年契約）
- 曾之喬（2014年契約）
- 閻奕格（2014年契約）
- 姚愛甯（2019年契約）[1]
- 沒有才能（2020年契約）
- 曾沛慈（2024年契約）[2]
- Karencici[1]
- 李友廷[1]
- 文慧如[1]
- 林葦妮[1]
- 陳昊森[3]
- babyMINT[4]
- LaDY[4]
- 王治平[4]
- 柯棨棋[4]
- 陳小霞[4]
- 陳泳希[4]
- 黃祝賢儒[4]
- 李家皓[4]
- 郭幼康[4]
- 言菱[4]
- 鄭馥儀[4]

## 過去に所属していたアーティスト
- S.H.E : 任家萱、田馥甄、陳嘉樺（2001年 - 2018年）
- 康淨淳：カン・ジンチュン（2000 - 2002年）
- 張智成（2002年 - 2006年）
- 阿桑 （2003年 - 2006年11月12日）
- JS：陳忠義、陳綺萱（2004年 - 2006年2月）
- 龔詩嘉（2005年 - 2007年12月）
- 呉尊（飛輪海）（2005年 - 2011年）
- TANK（2005年 - 2012年）
- 汪東城（飛輪海）（2005年 - 2013年）
- 辰亦儒（飛輪海）（2005年 - 2018年）
- 炎亞綸（飛輪海）（2005年 - 2019年）
- 花園精霊（Garden Sister） : 林珈安、呉艾倫（2006年）
- 楊宗緯（2007年）
- 許仁傑（2007年 - 2011年）
- 潘裕文（2007年 - 2011年12月）
- 徐凱希（2007年 - 2012年）
- 周定緯（SIGMA）（2007年 - 2016年）
- 劉力揚（2008年 - 2012年）
- 孫自佑（2009年 - 2012年）
- 賀軍翔（2009年 - 2014年）
- 李杰宇（SIGMA）（2009年 - 2014年）
- 林維哲（SIGMA）（2010年 - 2012年）
- 倪安東（2010年 - 2014年）
- 郭品超（2010年 - 2016年）
- 陳匡怡（2011年 - 2016年）
- 莎莎（2011年 - 2019年）
- Popu Lady（2011年 - 2019年）
- 周蕙（2013年 - 2024年）[5]
- 黄新皓（2014年 - 2016年）
- 蘇見信（2014年 - 2017年）
- 邱宇辰（2015年 - 2017年）
- 邱勝翊（2015年 - 2020年）[6]
- 謝佳見（2016年 - 2019年）
- 江宏傑（2017年 - 2023年）[1][7]
- 謝佳見（2016年 - 2019年）
- 福原愛（2019年 - 2022年）[8][9]
- 藍又時